# Il collare di ferro
Il collare di ferro (Showdown) è un film del 1963 diretto da R.G. Springsteen.

## Trama
Chris Foster e Bert Pickett, per aver bevuto troppo, si ritrovano agli arresti con un gruppo di veri criminali. Il gruppo riesce a fuggire, coinvolgendo i due, loro malgrado, in una rapina. Bert perde la vita, lasciando che la sua compagna Estelle venga consolata da Chris, che riesce a salvarsi.

## Produzione
Il film venne girato ad Alabama Hills, Lone Pine, nello stato della California, Stati Uniti d'America.

## Distribuzione
Il film venne distribuito dalla Universal Pictures negli USA mentre in Europa venne distribuito dalla Atlantic Film in  Austria e dalla Universal Filmverleih, Germania Ovest.
Le uscite in sala:
- Stati Uniti: 3 maggio 1963
- Germania Ovest: 2 agosto 1963
- Svezia: 2 settembre 1963
- Finlandia: 11 ottobre 1963
- Austria: dicembre 1963
- Danimarca: 27 gennaio 1964

### Divieti
Il film ha avuto alcune restrizioni per quanto ne riguarda la diffusione:
- Germania Ovest e Finlandia, vietato ai minori di 16 anni
- Svezia, vietato ai minori di 15 anni.